# Jožef Blaznik
Jožef Blaznik (tudi Blasnik), slovenski tiskar in založnik, * 7. februar 1800, Idrija, † 23. junij 1872, Ljubljana.

## Življenje in delo
Blaznik se je tiskarske obrti izučil v Ljubljani in se nato 6 let izpopolnjeval v tujini (v Gradcu in Mainzu), se vrnil septembra 1824 v  Ljubljano in se 29. julija 1828 zaposlil kot stavec v Retzerjevi tiskarni, ki jo je od 9. septembra 1829 vodil pod lastnim imenom (25. maja 1829 se je poročil z Retzerjevo hčerjo Frančiško). Iz skromnih začetkov je s strokovnim znanjem vseh panog tiskarstva, podjetnostjo in varčnostjo razvil podjetje v najboljšo takratno slovensko tiskarno. Uredil si je preprosto livarno, v kateri je zaposlil stavce ob pomanjkanju tiskarskega dela z vlivanjem polnil, medvrstnikov, črtank, plakatnic, blokad, razpornikov itd., tiskal edini v metelčici, prvi na Kranjskem v gajici (1840) ter Baragi knjige za Indijance v Ameriki. S 1. oktobrom 1847 je tiskarno izpopolnil z dobičkanosno litografijo, nabavil stroj za hitritisk, ustanovil 1. aprila 1851 v Postojni podružnico, ki jo je po smrti sina Riharda prodal Maksu Šeberju (1856). Med svoje naročnike je štel skoraj vse ljubljanske knjigarje. Za naročnike in za lastno založbo je tiskal nemške in slovenske tiske in z natisom najpomembnejših del tistega časa podpiral slovensko knjižno produkcijo. Med drugimi tiski so iz njegove tiskarne prišli : Kranjska čbelica, Prešernov Krst pri Savici in Poezije, Korytkove Şlovénşke péşmi, krajnskiga naróda, Linhartov Ta veseli dan ali Matiček se ženi, Vodnikove Pesmi in Kuharske bukve, Bleiweisovo Slovensko berilo, Levstikove Pesmi, Cigaletov Deutch-slowenisches Wörterbuch, Wolfova Biblija in drugo. Izdajal je nemški poučno-leposlovni list Carniolia in tiskal slovenske časopise Kmetijske in rokodelske novice,  Slovenski cerkveni časopis (Zgodnja Danica), Slovenija in Ljubljanski časnik.  Ker se mu je posrečilo konkurenco odstraniti, so bile izključno njegov monopol pratike (Egerjevim je plačeval od 1852 dalje letno 100 goldinarjev, Milicu pa 250 goldinarjev, pozneje tudi Ignacu Kleinmayrju in Fedorju Bambergu, da niso tiskali pratik). Po njegovi smrti je prešla tiskarna v last »Blaznikovih dedičev«, to je njegove hčere Aleksandrine, poročene z Josipom Poklukarjem, in obeh njenih sinov. Bil je uspešen organizator sodelovanja med tiskarji, tako da je imel vsak svoj delokrog, in predsednik Društva za izobraževanje tiskarjev v Ljubljani.